# Iglinói járás
Az Iglinói járás (oroszul Иглинский район, baskír nyelven Иглин районы) Oroszország egyik járása a Baskír Köztársaságban. székhelye Iglino falu.

## Népesség
- 1970-ben 57 650 lakosa volt, melyből 10 192 tatár (17,7%), 8 902 baskír (15,4%).
- 1989-ben 43 615 lakosa volt, melyből 8 249 tatár (18,9%), 7 789 baskír (17,9%).
- 2002-ben 45 392 lakosa volt, melyből 15 177 baskír (33,44%), 13 659 orosz (30,09%), 6 629 fehérorosz, 3 432 csuvas, 3 394 tatár (7,48%), 1 063 ukrán, 753 mari, 393 mordvin, 215 lett.
- 2010-ben 49 675 lakosa volt, melyből 18 912 orosz (38,3%), 15 830 baskír (32%), 6 147 tatár (12,4%), 4 103 fehérorosz (8,3%), 2 211 csuvas (4,5%), 665 ukrán, 425 mari, 110 mordvin, 39 udmurt.

| Lakosok száma | 57 484 | 57 520 | 43 615 | 45 392 | 48 122 | 50 368 | 53 414 | 55 968 | 60 777 | 69 594 |
|               | 1939   | 1970   | 1989   | 2002   | 2009   | 2012   | 2014   | 2015   | 2017   | 2021   |